# Witold Załęski

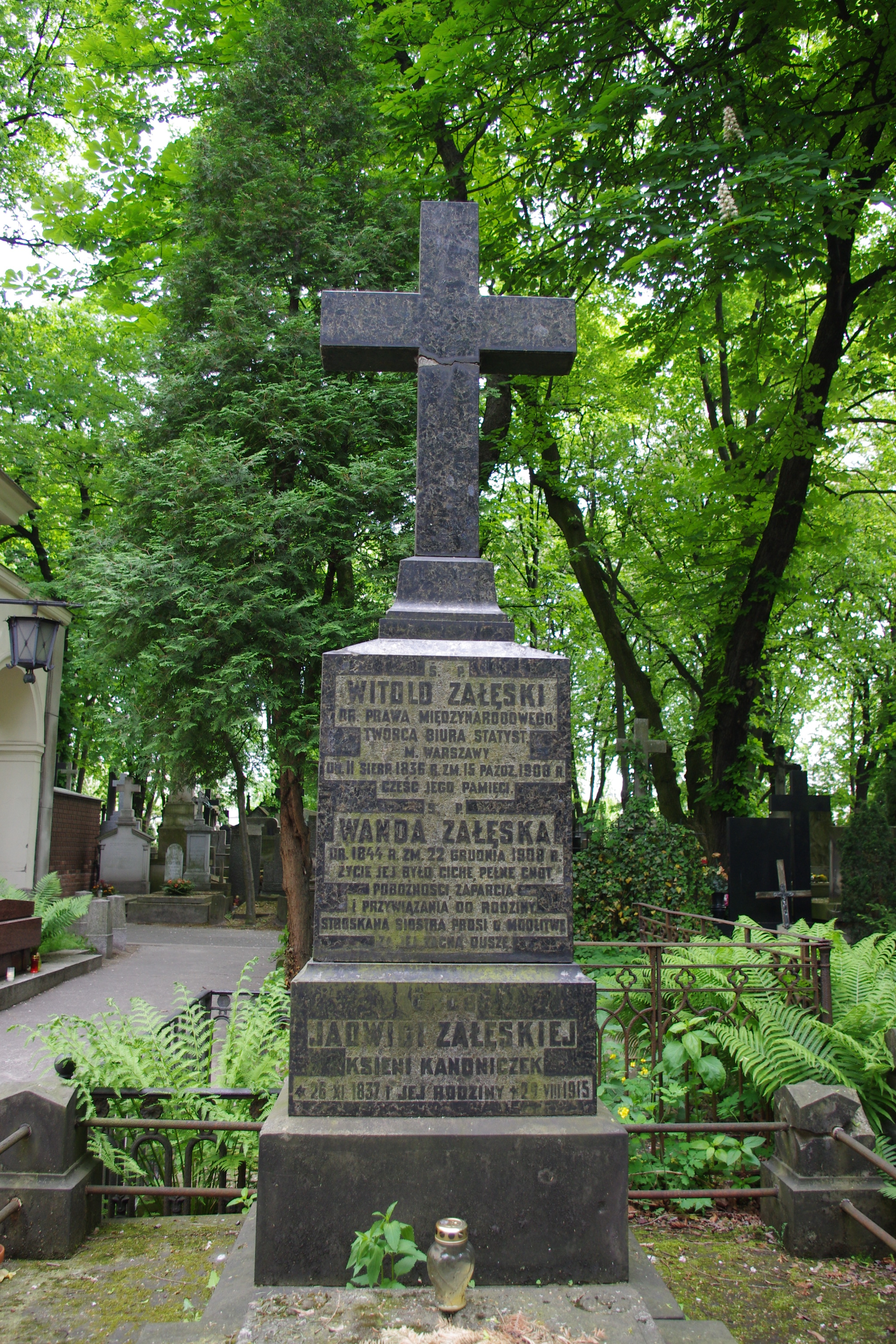
Grób Witolda Załęskiego na cmentarzu Powązkowskim w Warszawie

Witold Załęski (ur. 12 sierpnia 1836 w Warszawie, zm. 16 października 1908 tamże) – polski statystyk, demograf i ekonomista. Wykładowca Szkoły Głównej Warszawskiej i Szkoły Handlowej Kronenberga w Warszawie, członek Towarzystwa Naukowego Warszawskiego.

## Życiorys
Był synem Karola (marszałka szlachty guberni grodzieńskiej) i Eleonory z Buczyńskich. Uczęszczał do Gimnazjum J. N. Leszczyńskiego w Warszawie i Instytutu Szlacheckiego w Wilnie, w latach 1853–1857 studiował prawo na Uniwersytecie w Dorpacie. Członek Korporacji Akademickiej Konwent Polonia. Po studiach miał propozycję prowadzenia wykładów na Uniwersytecie Lwowskim, ale zgody nie wyraziły władze austriackie. Pracował jako nauczyciel historii powszechnej i geografii w warszawskich szkołach prywatnych. W 1866 w Dorpacie obronił doktorat w dziedzinie prawa państwowego i międzynarodowego i w t.r. został docentem w Katedrze Ekonomii Politycznej Szkoły Głównej Warszawskiej; prowadził tam zajęcia do 1869, a w latach 1873–1906 wykładał statystykę w Szkole Handlowej Kronenberga. 
W 1876 został powołany przez prezydenta Sokratesa Starynkiewicza na kierownika Sekcji Statystycznej magistratu miasta Warszawy, którą kierował do swojej śmierci w 1908.
Był w gronie członków założycieli Towarzystwa Naukowego Warszawskiego (1907), przewodniczył Wydziałowi II Towarzystwa.
Jego zainteresowania naukowe obejmowały statystykę opisową i demografię. Prowadził m.in. badania statystyczne dotyczące zabudowań, ludności, przemysłu rzemieślniczego i fabrycznego XIX-wiecznej Warszawy, a także uchodźstwa zarobkowego chłopów w Królestwie Polskim (i innych kwestii związanych z rolnictwem). W 1882 kierował pierwszym jednodniowym spisem ludności Warszawy, w 1897 uczestniczył w pierwszym ogólnym spisie ludności Cesarstwa Rosyjskiego i Królestwa Polskiego.
Ogłosił m.in.:
- Kilka słów o teoryi statystyki (1868)[2]
- Nauka zarządu (administracyi) (1871)
- Rys statystyki porównawczej miasta Warszawy (1872–1873, dwie części)[3]
- O stowarzyszeniach (1873)[4]
- Statystyka porównawcza Królestwa Polskiego (1876)[5]
- O stanie i potrzebach rolnictwa we Francji i o stanie wielkiej własności w Królestwie Polskiem (1881)[6]
- Teorya statystyki w zarysie (1884)[7]
- Zasady ekonomiki (nauki gospodarstwa narodowego) (1891)[8]
- Królestwo Polskie pod względem statystycznym (1900–1901, dwie części)[9][10].

Spoczywa na cmentarzu Powązkowskim w Warszawie (kwatera 164-4-1/2).